# Trichosetodes palinurus
Trichosetodes palinurus is een schietmot uit de familie Leptoceridae. De soort komt voor in het Oriëntaals gebied.